# Quarlton
Quarlton var en civil parish från 1866 till 1898 då den blev en del av Edgeworth, i grevskapet Lancashire, i England. Civil parish var belägen 13 km från Blackburn och hade 251 invånare år 1891.